# Sam – Kismadár nagy kalandja
A Sam – Kismadár nagy kalandja  (eredeti cím: Gus, petit oiseau, grand voyage) 2014-ben elkészített és 2015-ben bemutatott francia–belga 3D-s számítógépes animációs film, amelynek a rendezője Christian De Vita, a producere Corinne Kouper, az írói Antoine Barraud és Cory Edwards, a zeneszerzője Stephen Warbeck. A mozifilm a TeamTO and Haut et Court gyártásában készült, az SC Films International  forgalmazásában jelent meg. Műfaját tekintve fantasyfilm. 
Franciaországban 2015. február 4-én mutatták be, Magyarországon 2015. április 30-án.

## Szereplők
| Szereplő | Eredeti hang        | Magyar hang       |
| -------- | ------------------- | ----------------- |
| Sam      | Seth Green          | Szabó Máté        |
| Delf     | Dakota Fanning      | Zsigmond Tamara   |
| Darius   | Danny Glover        | Szilágyi Tibor    |
| Bagoly   | Elliott Gould       | Vass Gábor        |
| Karl     | Jim Rash            | Viczián Ottó      |
| Katica   | Yvette Nicole Brown | Kocsis Mariann    |
| Michka   | Richard Kind        | Bezerédi Zoltán   |
| Willy    | Brady Corbet        | Szatory Dávid     |
| Janet    | Christine Baranski  | Andresz Kati      |
| Maggie   | Jamie Denbo         | Kiss Eszter       |
| Max      | Zachary Gordon      | Gacsal Ádám       |
| Anton    | Ryan Lee            | Baráth István     |
| Gigi     | Joey King           | Csuha Bori        |
| Lisa     | Tara Strong         | Sipos Eszter Anna |
| Fleck    | Jadon Sand          | Hamvas Dániel     |
| Marjorie | Conchata Ferrell    | Szirtes Ági       |
| Mal      | Cedric Yarbrough    | Faragó András     |

- További magyar hangok: Berecz Kristóf Uwe, Bordás János, Honti Molnár Gábor, Papucsek Vilmos